# Казань-Пасажирська
55°47′18″ пн. ш. 49°06′00″ сх. д. / 55.7882292° пн. ш. 49.1001213° сх. д.
Казань (тат. Казан) — залізнична станція Казанського регіону Горьківської залізниці, розташована у місті Казані.

## Історія

### Історія вокзалу станції
Залізничний вокзал був відкритий через деякий час після приходу в місто в 1893 році Московсько-Казанської залізниці. З радянського часу [уточнити] вокзал знаходився у підпорядкуванні Казанського відділення Горьківської залізниці. В даний час знаходиться під управлінням Горьківської регіональної Дирекції залізничних вокзалів — структурного підрозділу Дирекції залізничних вокзалів — філії ВАТ «РЗД».
У 1992 році головний будинок зазнав сильну пожежу і був відновлений до 1997 року. До святкування тисячоліття міста, в 2005 році, планувалася велика реконструкція вокзалу зі спорудженням над шляхами засклених залу очікування і спусків, але реалізовані були тільки реконструкція приміської будівлі і площі.
Від вокзалу діє залізнична радіальна 21-кілометрова лінія в аеропорт міського поїзда, яка обслуговує південні міські селища і аеропорт, а раніше була лінією Аероекспрес, спорудженої до Універсіади 2013 року.
Також до Універсіаді в іншій частині міста побудований Мультимодальний транспортно-пересадочний вузол «Казань-2».

## Вокзал станції
Залізничний вокзальний комплекс станції Казань (Казань-1) знаходиться на Привокзальній площі в центральній частині Казані і включає в себе головний будинок (пам'ятник архітектури 1896 року і визначна пам'ятка міста, архітектор Генріх Руш), приміський термінал (побудований в 1967 році і реконструйований в 2005 році) і сервісну будівлю з касами далекого прямування, а також ряд службових будівель (всі побудовані в кінці XX — початку XXI століття). Казанський вокзал обслуговує 36 пар поїздів далекого прямування, в тому числі 13 — місцевого формування, а також приміські електропоїзди і дизель-поїзди (рейкові автобуси), що відправляються з відповідних тупикових платформ в західному і східному напрямках. Всього за рік вокзал обслуговує понад 8 млн пасажирів. Вокзал має 15 колій, кілька низьких платформ і критий надземний перехід-конкорс над коліями, з ліфтами, які працюють на всіх основних платформах. Територія вокзалу обгороджена, вхід на неї контролюється і доступний тільки тим хто має квитки на від'їзд, та тим що прибувають і супроводжуючим. Для проходу поїздів приміського вокзалу використовуються турнікетні комплекси в приміському терміналі і двох окремих павільйонах червоного кольору у західної і східної платформ. Через Привокзальну площу проходять всі види міського громадського транспорту, крім метро.

## Пасажирське сполучення

### Дальнє слідування по станції
За графіком 2019 року через станцію курсували такі поїзди далекого прямування:
| Цілорічне слідування поїздів | Цілорічне слідування поїздів | Цілорічне слідування поїздів | Цілорічне слідування поїздів |
| № поїзда                     | Маршрут слідування           | № поїзда                     | Маршрут слідування           |
| ---------------------------- | ---------------------------- | ---------------------------- | ---------------------------- |
| 1 " Преміум "                | Казань — Москва              | 2 «Преміум»                  | Москва — Казань              |
| 15 «Урал»                    | Єкатеринбург — Москва        | 16 «Урал»                    | Москва — Єкатеринбург        |
| 23 «Двоповерховий склад»     | Казань — Москва              | 24 «Двоповерховий склад»     | Москва — Казань              |
| 45 «Урал»                    | Єкатеринбург — Кисловодськ   | 46 «Урал»                    | Кисловодськ — Єкатеринбург   |
| 51                           | Іжевськ — Нижній Новгород    | 52                           | Нижній Новгород — Іжевськ    |
| 59 «Тюмень»                  | Нижньовартовськ — Москва     | 60 «Тюмень»                  | Москва — Нижньовартовськ     |
| 105                          | Нижньовартовськ — Волгоград  | 106                          | Волгоград — Нижньовартовськ  |
| 111                          | Кругле Поле — Москва         | 112                          | Москва — Кругле Поле         |
| 125                          | Казань — Самара              | 125                          | Самара — Казань              |
| 133 «Поволжі»                | Казань — Санкт-Петербург     | 134 «Поволжі»                | Санкт-Петербург — Казань     |
| 139                          | Барнаул — Адлер              | 140                          | Адлер — Барнаул              |
| 303                          | Алмати — Казань              | 304                          | Казань — Алмати              |
| 315                          | Ташкент — Казань             | 316                          | Казань — Ташкент             |
| 325                          | Перм — Новоросійськ          | 326                          | Новоросійськ — Перм          |
| 327                          | Мінськ — Казань              | 328                          | Казань — Мінськ              |
| 367                          | Кіров — Кисловодськ          | 368                          | Кисловодськ — Кіров          |
| 377                          | Новий Уренгой — Казань       | 378                          | Казань — Новий Уренгой       |

| Сезонне слідування поїздів | Сезонне слідування поїздів    | Сезонне слідування поїздів | Сезонне слідування поїздів    |
| № поїзда                   | Маршрут слідування            | № поїзда                   | Маршрут слідування            |
| -------------------------- | ----------------------------- | -------------------------- | ----------------------------- |
| 475                        | Казань — Імеретинський курорт | 476                        | Імеретинський курорт — Казань |
| 491                        | Казань — Адлер                | 492                        | Адлер — Казань                |
| 509                        | Казань — Новоросійськ         | 510                        | Новоросійськ — Казань         |
| 515                        | Іжевськ — Анапа               | 516                        | Анапа — Іжевськ               |

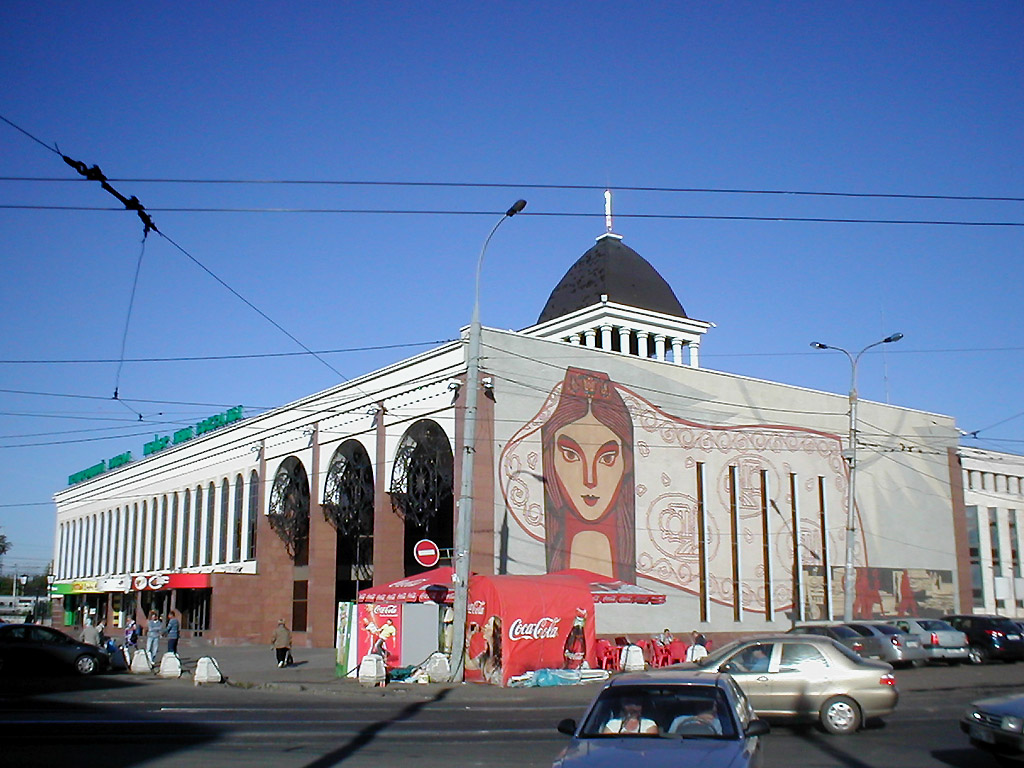
Приміський будинок
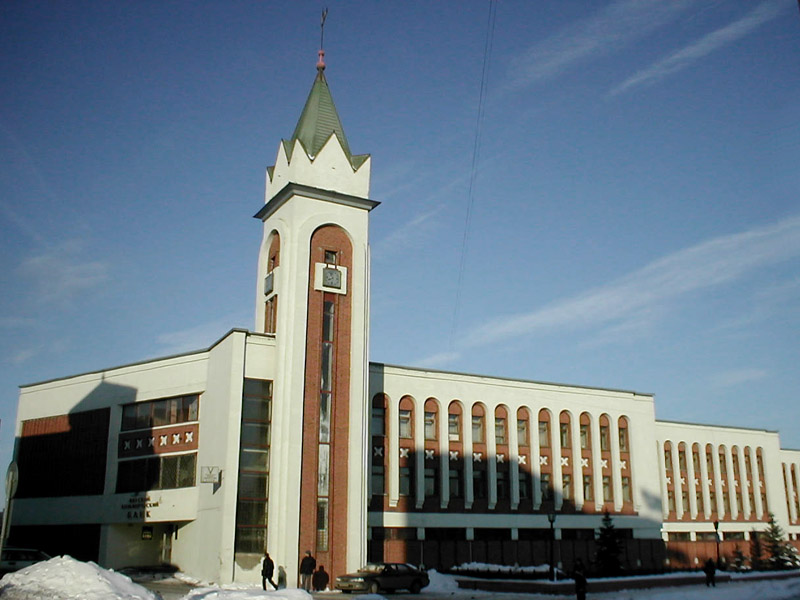
Адміністративна будівля
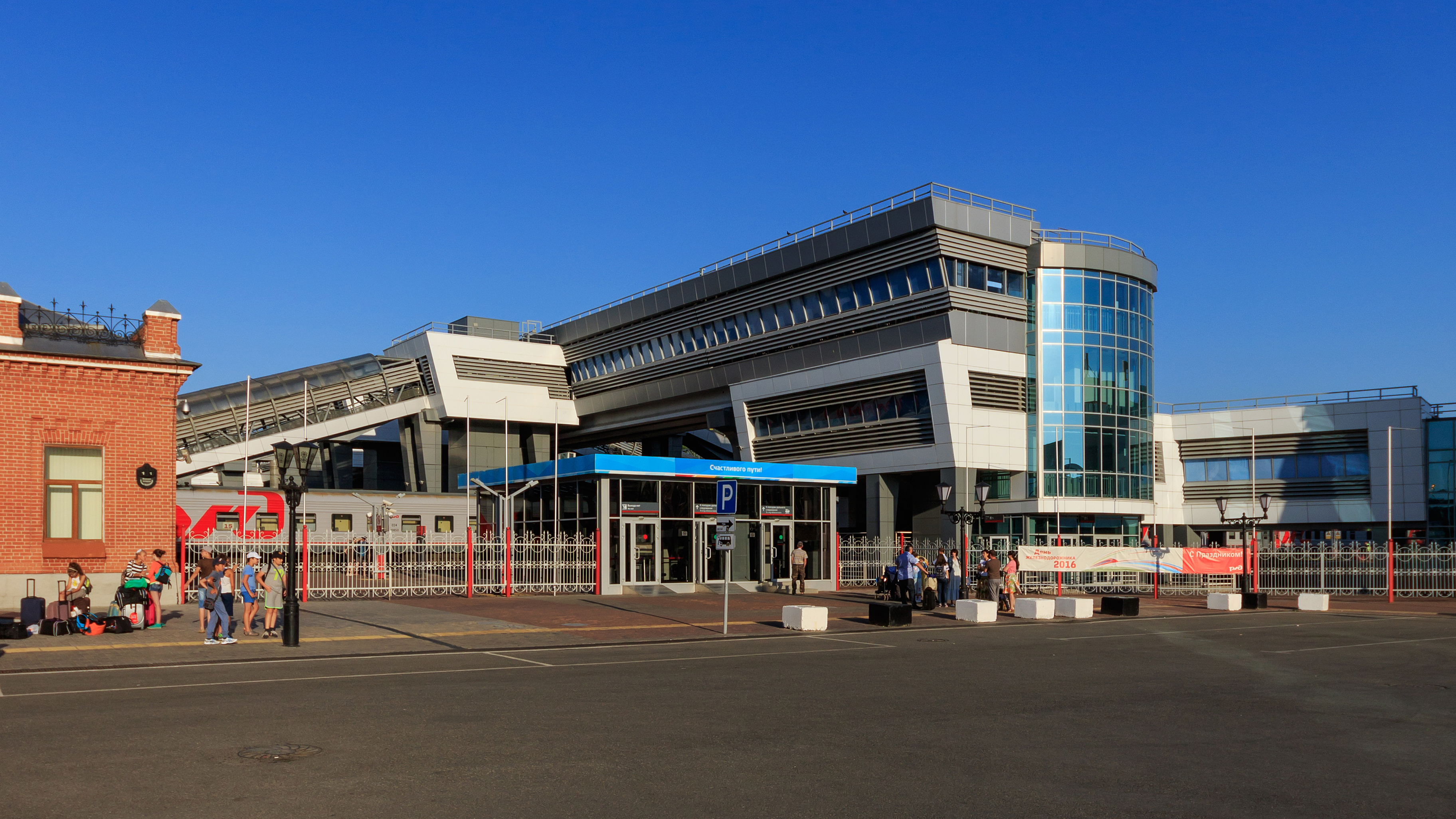
Новий корпус
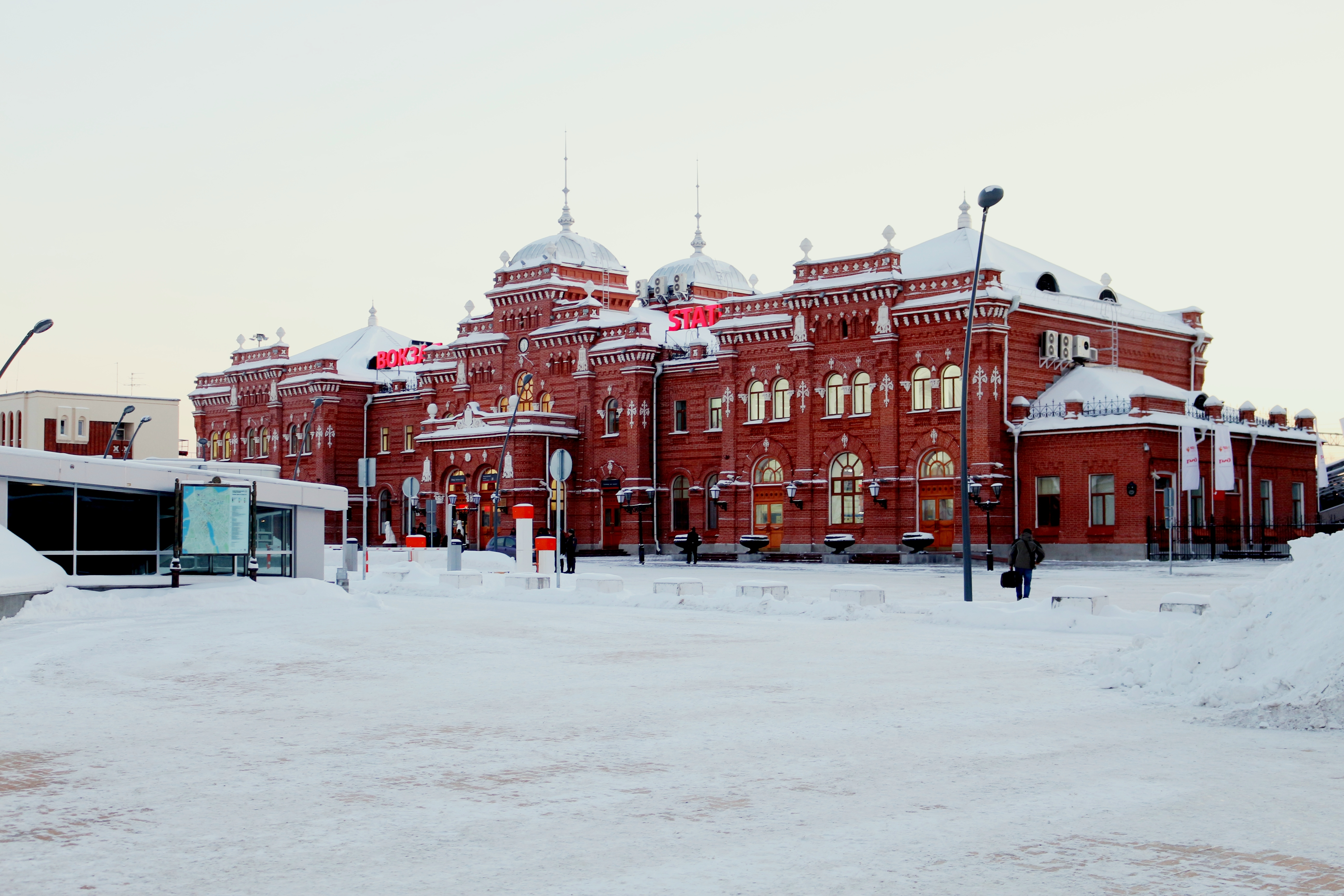
Будівля вокзалу взимку.
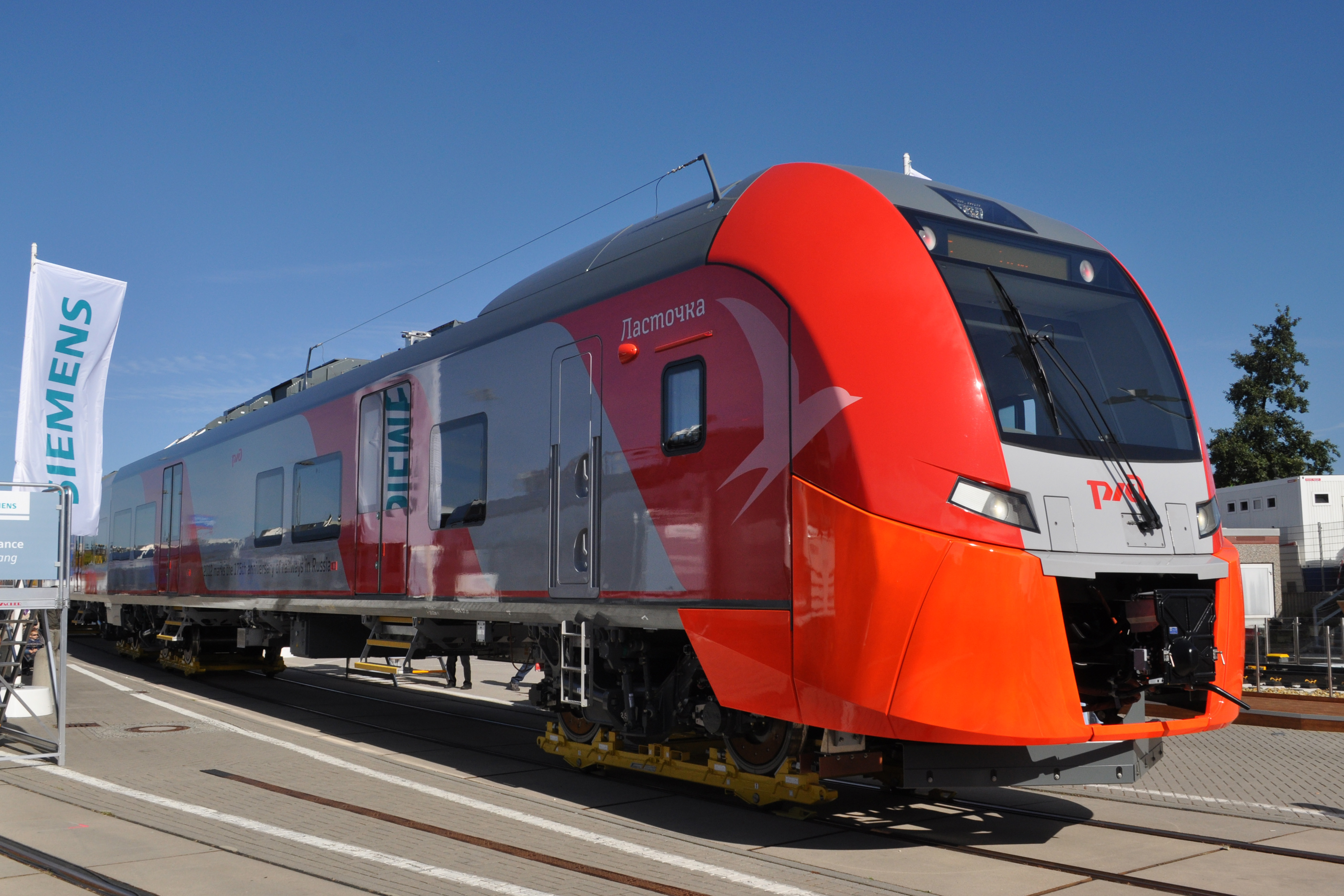
Електропоїзд ЕС1 «Ластівка», який використовували під час Універсіади 2013 на лінії Аероекспрес в Казані.
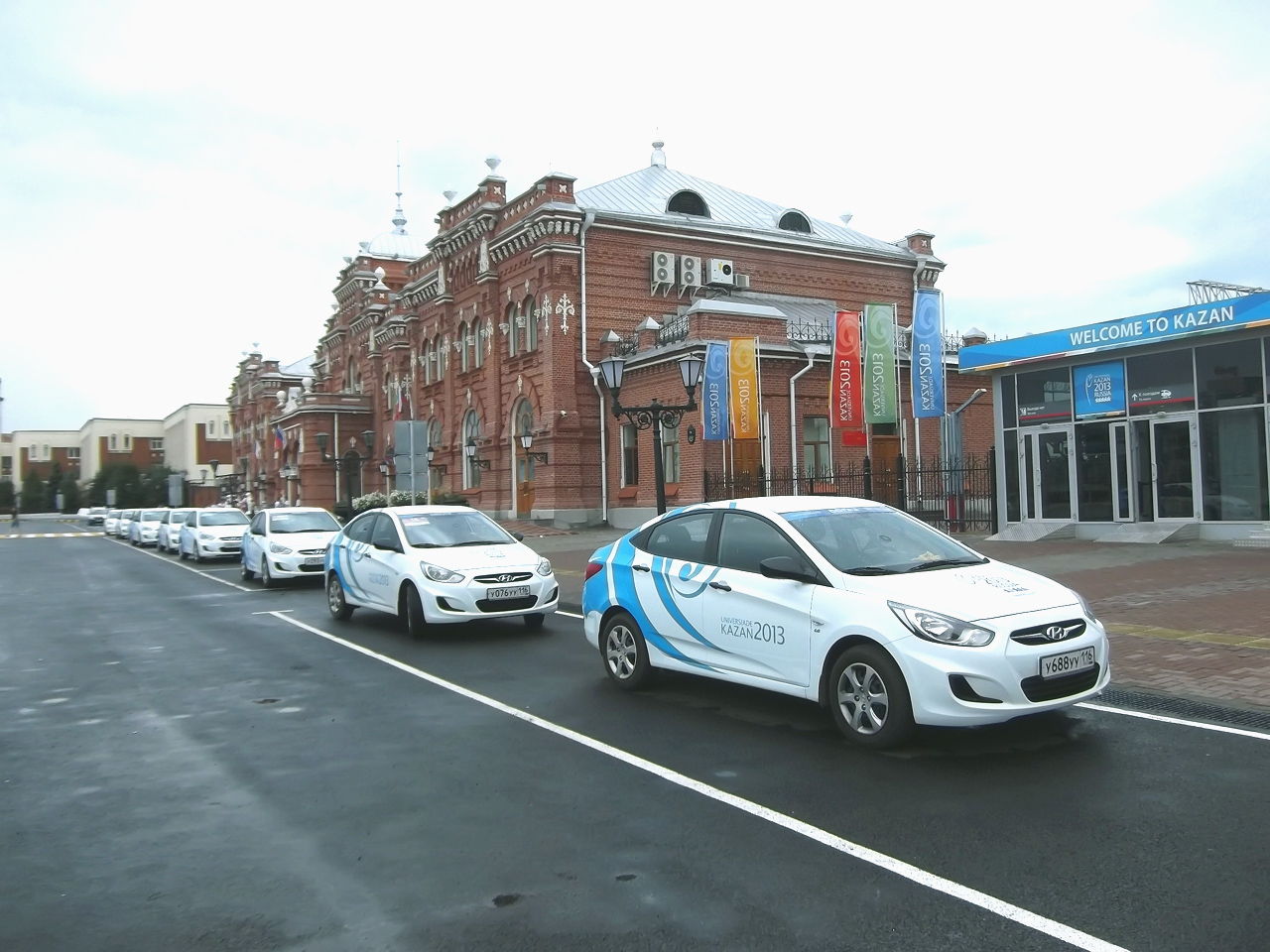
Вокзал під час проведення Всесвітньої Універсіади в 2013 році.
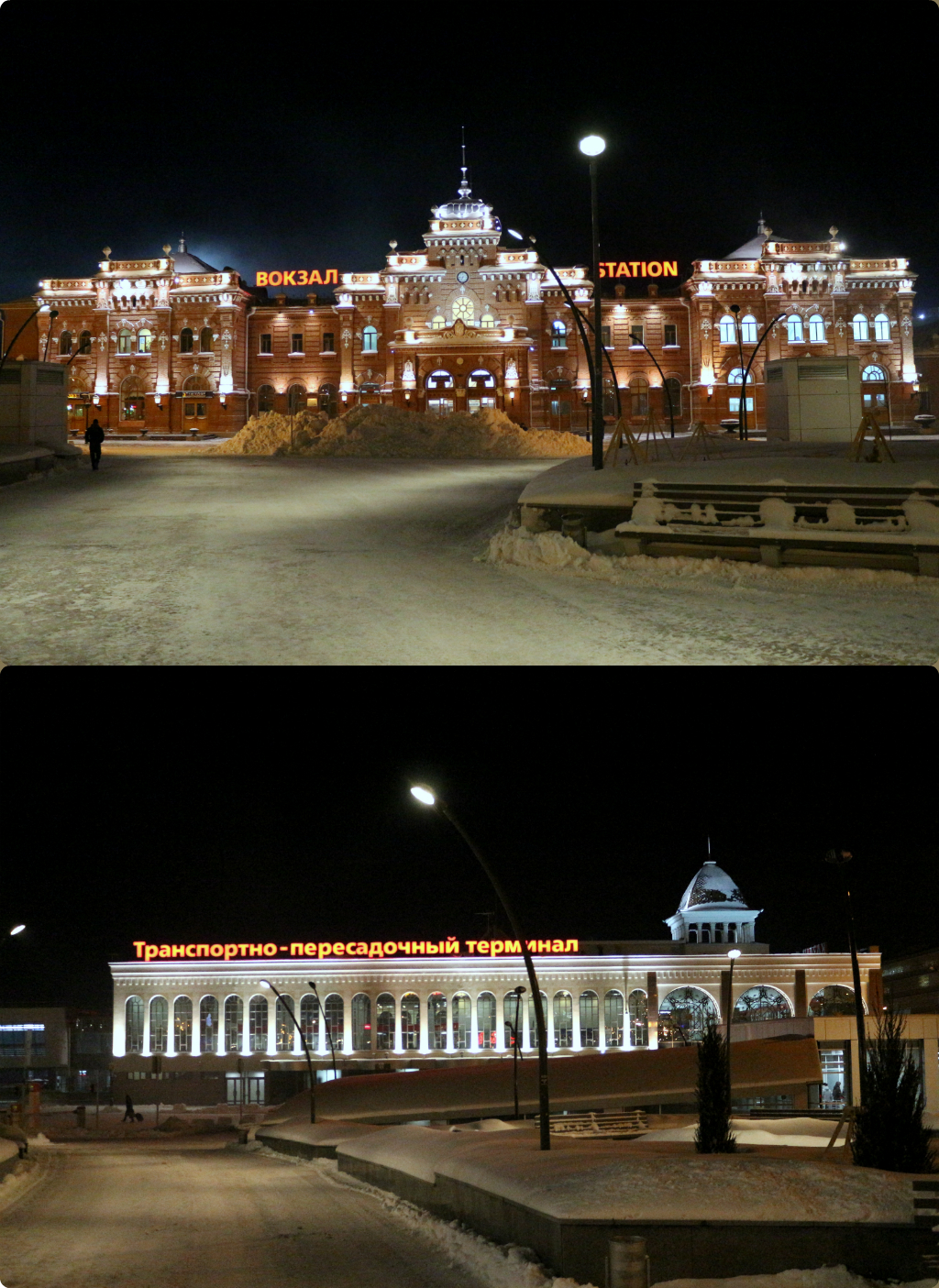
Головна і приміська будівлі в нічному підсвічуванні